# Thaumatoplites nigriceps
Thaumatoplites nigriceps là một loài tò vò trong họ Ichneumonidae.